# Винилуксусная кислота
Винилуксусная кислота, или 3-бутеновая кислота — одноосновная непредельная карбоновая кислота.

## Получение
Получают методом гидролиза аллилцианида в соляной кислоте. 
Можно получить из бромистого аллила действием углекислоты на аллилмагнийбромид.

## Физические свойства
Винилуксусная кислота представляет собой светло-жёлтую прозрачную жидкость (зависит от наличия примесей).
Хорошо расстворима в воде, этаноле и диэтиловом эфире. 

## Применение
Используется для получения сополимеров с винилацетатом. 
Коммерческая винилуксусная кислота представляет собой смесь изомеров 3-бутеновой и 2-бутеновой кислот.

## Безопасность
Винилуксусная кислота крайне опасна даже в низких концентрациях. Она вызывает химические ожоги и остро токсична.